# Ingúixia

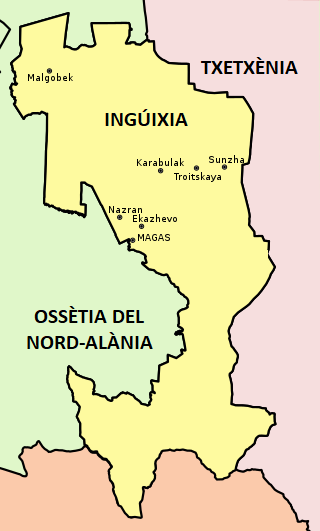
Mapa d'Ingúixia

Ingúixia (ingúix: ГӀалгӏайче, Ghalghajče; rus: Ингуше́тия, Ingüixétia), oficialment la República d'Ingúixia, (ingúix: Гӏалгӏай Мохк, Ghalghaj Moxk; rus: Респу́блика Ингуше́тия) és una república de Rússia situada al Caucas del Nord, a Euràsia. La república forma part del Districte Federal del Caucas del Nord, i comparteix fronteres terrestres amb l'estat de Geòrgia al sud; i limita amb les repúbliques russes d'Ossètia del Nord–Alània i Txetxènia a l'oest i a l'est, respectivament; mentre que té una frontera amb el krai de Stàvropol al nord.
La seva capital és la ciutat de Magàs, mentre que la ciutat més gran és Nazran. Amb 3.600 km quadrats, en termes d'àrea, la república és la més petita dels subjectes federals de Rússia. Es va establir el 4 de Juny de 1992, després que la República Socialista Soviètica Autònoma Txetxeno-Inguix es dividís en dos. La república és la llar de la nació Ingúix, un poble d'ascendència Nakh. Segons el cens del 2021, es calculava que la seva població és de 509.541 habitants.
En gran part a causa de la insurrecció al Caucas del Nord, Ingúixia encara és una de les regions més pobres i més inestables de Rússia. Encara que la violència s'ha atenuat en els darrers anys, la insurrecció a la veïna Txetxènia s'ha vessat ocasionalment a Ingúixia. Segons Human Rights Watch el 2008, la república s'ha vist desestabilitzada per la corrupció, una sèrie de crims d'alt perfil (incloent-hisegrest i assassinat de civils per part de les forces de seguretat del govern), protestes antigovernamentals, atacs a soldats i oficials, Excessos militars russos i deteriorament de la situació dels drets humans.

## Etimologia
El nom Ingúixia deriva del nom rus dels Ingúix, que al seu torn deriva de l'antic poble Anguix que va ser rebatejat com a Tarskoie i transferit a Ossètia del Nord el 1944 després de la deportació del 23 de febrer de 1944, i del sufix georgià -éti, que en total significa "el lloc on viuen els ingúix". A la literatura científica, noms com: "Dzurdzuketi", "Kistetia", "Gligveti", "Gelia" i "Inguixia" també es van utilitzar per designar la regió.

## Història

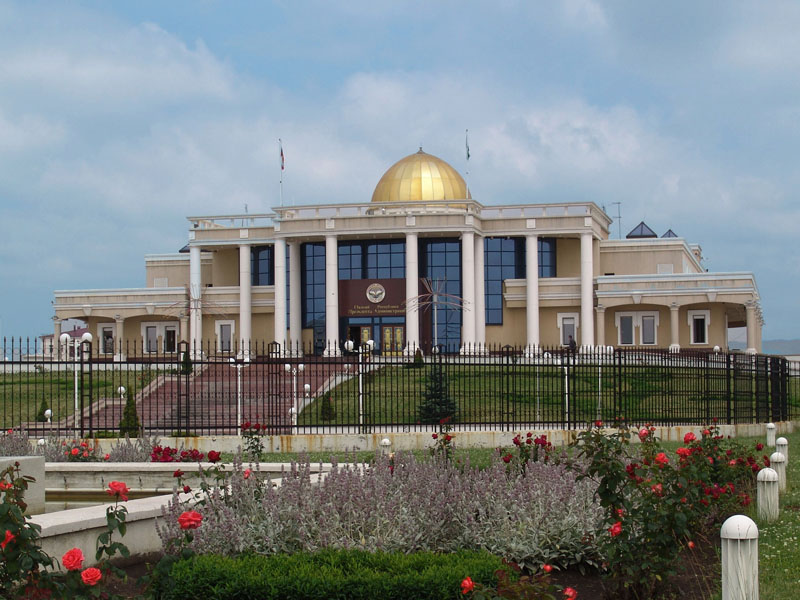
Palau presidencial a Magàs

Les tribus dels ingúixos foren sotmeses al segle xi per Geòrgia, que hi va introduir el cristianisme. Al segle xiii, van arribar-hi els mongols i va estar en el territori disputat entre els Il-kan i l'Horda d'Or. Les tribus van estrènyer llaços amb els kans i, al segle xiv, els kabardins es van erigir en la força principal. A l'inici del segle xv, els ingúixos pagaven tribut als kabardins. A la segona meitat del segle xviii, s'hi va introduir l'islam per obra principalment dels nakhshabandites txetxens.
A l'inici del segle xviii, els ingúixos van començar a emigrar de les muntanyes a les terres baixes i fèrtils del Terek i Sundzha (antic Sundja). Cap al 1770, els ingúixos, cansats del domini kabardí i l'Imperi Otomà, no van oferir resistència als primers destacaments russos que van arribar el 1770, sinó al contrari, els van ajudar contra els kabardins i van demanar la protecció al tsar de Rússia, que hi enviarà el general Memodov, que incorporà el nord del territori el 1780 i la resta el 1810. Del 1830 al 1857, no van participar en la resistència txetxena contra Rússia, liderada després del 1834 per l'imam Xamil.
Foren colonitzats sense resistència des del 1850, i el 1860 es fundà al seu territori la vila de Nazran, on tindrien els primers conflictes amb els cosacs pel repartiment de terres, en què els ingúixos foren traslladats dels marges dels rius Terek i Sundzha cap a les zones poc fèrtils de la muntanya, on el 1865 vivien 3.405 cristians i 11.960 musulmans. Els conflictes amb els cosacs del Terek van esdevenir permanents. Fins al 1877, foren considerats com una fracció dels txetxens. Fins al 1917, els ingúixos van conservar una estructura social prefeudal amb clans que es consideraven lliures i iguals i agrupats en societats lliures, entre les quals destacaven les de Galgay, Djerak, Kistin i Galash; la família indivisa es mantenia arreu i els costums patriarcals, com el levirat i la poligàmia, hi eren normals; les divisions per classes eren desconegudes i no hi havia aristocràcia (si bé una capa superior d'oficials i funcionaris s'hi havia començar a formar al segle xix).
En el combats que van sacsejar el Caucas després del 1918, van lluitar contra els cosacs del Terek i, per odi a aquestos, van donar suport després del 1921 als bolxevics. El 1923, es va introduir l'alfabet llatí i va aparèixer el primer periòdic en ingúix, el Serdalo (la Llum). La Regió Autònoma dels Ingúixos fou proclamada el 7 de juliol del 1924 i tenia una extensió de 3.199 km² i una població de 75.200 habitants ingúixos i total de 81.900 (per tant, el 90% eren ingúixos) i la capital a Nazran. El 70% del territori eren boscos amb jaciments de nafta a Achakulov. El 15 de gener del 1934, fou suspesa l'autonomia i foren integrats a una Regió autònoma dels Txetxens i Ingúixos que el 5 de desembre del 1936 va esdevenir República Socialista Soviètica Autònoma Txetxeno-Inguixètia. El 1938 s'hi va imposar l'alfabet ciríl·lic.
El 1943, les avantguardes alemanyes van arribar a la part occidental de la república; reconquerit el territori el 1944 per l'Exèrcit Roig, tot el poble ingúix en bloc fou acusat de traïció i de col·laborar amb els nazis; la República de Txetxeno-Inguixètia fou abolida i 92.074 ingúixos foren deportats al Kazakhstan (junt amb txetxens, balkars, karaxais, calmucs i tàtars de Crimea). Uns 3.000 més foren afusellats i executats. El 1956, els fou permès retornar a la seva república, que fou restaurada el 1957, però compartida amb els txetxens, i hi va haver conflictes amb els nous ocupants russos i ossets per les terres confiscades el 1944. En aquest moment, eren 106.000 i tenien una de les taxes de natalitat més altes de la Unió Soviètica.
El març del 1990, es demanà l'autonomia de la regió, i el 1991, en el marc de la dissolució de la Unió Soviètica, es restablí un nou estatut del territori amb les fronteres prèvies a la deportació, sense integrar-hi el districte de Prigoridnyi, a Ossètia del Nord-Alània, però de majoria ingúix, i el juliol el parlament va declarar el territori com a república autònoma dins de la Federació Russa. Els txetxens van proclamar la República Txetxena d'Itxkèria i, el desembre, els ingúixos van votar per un estat independent propi i, el gener del 1992, Ingúixia fou declarada independent, però la manca d'un govern legítim va impedir estar en el tractat de formació de la Federació Russa. El novembre del 1992, després que els insurgents ingúixos van prendre una part important del districte de Prigoridnyi amb la pretensió d'incorporar-lo a la República d'Ingúixia, això va ser respost amb la deportació, ajudada per les tropes de l'exèrcit rus, de 60.000 íngúixos de Vladikavkaz a Ingúixia, dels quals van morir 300, la qual cosa provocà el rebuig a la pertinença a la Federació Russa.
Voluntaris d'Ingúixia van lluitar al costat dels txetxens en la Primera guerra de Txetxènia, tot i que el president Ruslan Aushev va mantenir Ingúixia en gran part de la guerra en una política decidida de no-violència, que va canviar després del començament de la Segona guerra de Txetxènia amb del govern de Murat Ziàzikov el 2002. En resposta a una forta escalada en els atacs dels insurgents des de l'estiu del 2007, Moscou va enviar tropes addicionals (2.500) del Ministeri de l'Interior, més que triplicant el nombre de forces especials a Ingúixia el juliol. Diversos desordres civils, insurreccions i atacs terroristes van començar-hi de nou el 2008.

## Política
Fins a la dissolució de l'estat soviètic, Ingúixia va formar part de la RSSA txetxen-ingús de la República Socialista Soviètica de Rússia. A finals de la dècada de 1920 i principis de la dècada de 1930, els funcionaris soviètics estaven ansiosos per fer complir la fusió txetxena-ingúix com un procés "objectiu" i "natural". El lingüista soviètic Nikolai Iakovlev, que era partidari de la fusió, va suggerir que s'havia d'utilitzar un nom inclusiu de "Veinakh" ("el nostre poble") tant per als txetxens com per als ingúixos. Segons les seves opinions, la ràpida urbanització i l'acostament dels txetxens i els ingúixos dins d'una mateixa república podria fomentar la formació d'una cultura i una llengua comunes i l'establiment d'un poble "Veinakh" unificat.
A finals dels anys 80, juntament amb les tendències separatistes a tota la Unió Soviètica, el Segon Congrés del Poble Ingux es va celebrar a Grozni del 9 al 10 de setembre de 1989. La reunió estava dirigida als màxims dirigents de la Unió Soviètica i incloïa una sol·licitud per "restaurar l'autonomia del poble ingúix dins de les seves fronteres històriques, la República Socialista Soviètica Autònoma Ingúix amb una capital a la part dreta de la ciutat de Ordzhonikidze". La República Ingúix s'havia d'organitzar a partir de sis districtes tradicionals d'Ingúix (incloent el disputat Districte de Prigorodni). L'ascens de la Federació Russa va donar als ingúixos la independència que anhelaven. Durant la dècada de 1990, Ingúixia va ser governada pel president electe Ruslan Auixev, un antic general soviètic i heroi de la guerra a l'Afganistan.
El cap de govern i el més alt càrrec executiu a Ingúixia és el Cap.
El parlament de la República és l'Assemblea Popular, composta per 34 diputats elegits per un mandat de quatre anys. L'Assemblea Popular està encapçalada pel President. Des de 2022, el president de l'Assemblea Popular és Vladimir Slastenin.
La Constitució d'Ingúixia es va aprovar el 27 de febrer de 1994.
Ingúixia és membre de l'Organització de Nacions i Pobles No Representats.
La capital es va traslladar de Nazran a Magas el desembre de 2002.
Les eleccions més recents es van celebrar el 2013 .

## Divisions administratives

Divisions administratives d'Ingúixia.

- Ciutats sota la jurisdicció de la república (a partir de 2016) :
  - Magàs
  - Nazran
  - Malgobek
  - Karabulak
  - Sunzha
- Districtes :
  - Dzheirakhski
  - Sunzhenski
  - Nazranovski
  - Malgobekski

## Demografia

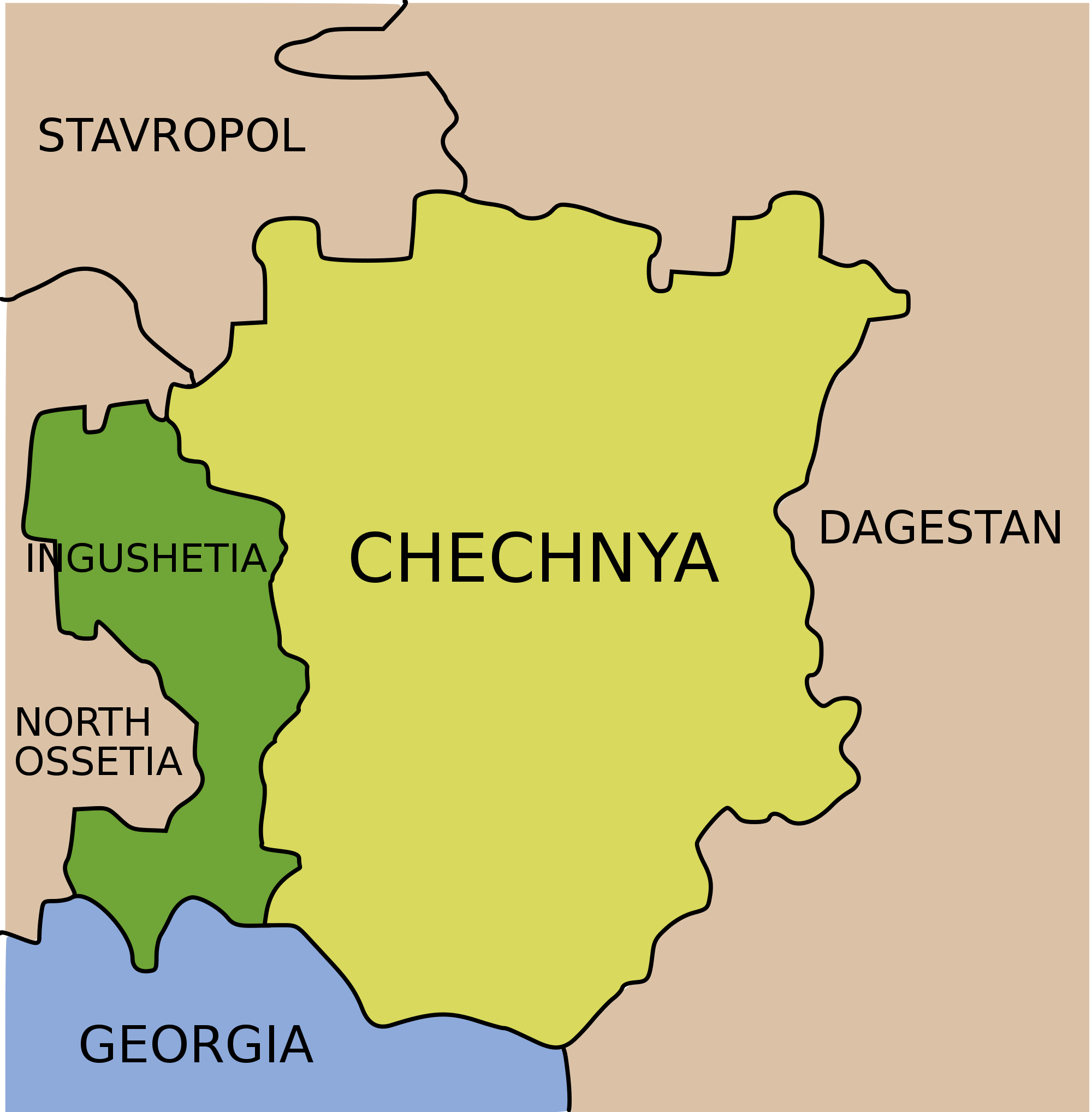
La República d'Ingúixa (en verd).

Població: 509,541 habitants (Cens de 2021), 412,529 (Cens de 2010), 467,294 (Cens de 2002) 

### Estadístiques vitals[20]
|      | Població mitjana (× 1000) | Naixements | Defuncions | Canvi natural | Taxa bruta de natalitat (per 1000) | Taxa bruta de mortalitat (per 1000) | Canvi natural (per 1000) | Taxa de Fertilitat |
| ---- | ------------------------- | ---------- | ---------- | ------------- | ---------------------------------- | ----------------------------------- | ------------------------ | ------------------ |
| 1995 |                           | 6.889      | 1.867      | 5.022         | 25,3                               | 6,8                                 | 18,4                     |                    |
| 1996 |                           | 5.980      | 1.958      | 4.022         | 20,9                               | 6,8                                 | 14,0                     |                    |
| 1997 |                           | 6.055      | 1.957      | 4.098         | 20,6                               | 6,7                                 | 14,0                     |                    |
| 1998 |                           | 5.929      | 2.064      | 3.865         | 19,8                               | 6,9                                 | 12,9                     |                    |
| 1999 |                           | 6.624      | 1.953      | 4.671         | 20,6                               | 6,1                                 | 14,6                     |                    |
| 2000 |                           | 8.463      | 2.117      | 6.346         | 21,5                               | 5,4                                 | 16,2                     |                    |
| 2001 |                           | 8.753      | 1.875      | 6.878         | 19,4                               | 4,2                                 | 15,3                     |                    |
| 2002 |                           | 7.578      | 1.874      | 5.704         | 16,4                               | 4,1                                 | 12,4                     |                    |
| 2003 |                           | 7.059      | 1.785      | 5.274         | 15,3                               | 3,9                                 | 11,4                     |                    |
| 2004 |                           | 6.794      | 1.751      | 5.043         | 15,0                               | 3,9                                 | 11,1                     |                    |
| 2005 |                           | 6.777      | 1.821      | 4.956         | 15,2                               | 4,1                                 | 11,1                     |                    |
| 2006 |                           | 7.391      | 1.830      | 5.561         | 16,9                               | 4,2                                 | 12,7                     |                    |
| 2007 |                           | 8.284      | 1.625      | 6.659         | 19,3                               | 3,8                                 | 15,5                     |                    |
| 2008 |                           | 9.215      | 1.561      | 7.654         | 21,8                               | 3,7                                 | 18,1                     |                    |
| 2009 |                           | 9.572      | 1.877      | 7.695         | 22,9                               | 4,5                                 | 18,4                     | 2,51               |
| 2010 |                           | 11.178     | 1.857      | 9.321         | 27,1                               | 4,5                                 | 22,6                     | 2,99               |
| 2011 | 414                       | 11.408     | 1.705      | 9.703         | 27,0                               | 4,0                                 | 23,0                     | 2,94               |
| 2012 | 430                       | 9.350      | 1.595      | 7.755         | 21,4                               | 3,7                                 | 17,7                     | 2,27               |
| 2013 | 442                       | 9.498      | 1.568      | 7.930         | 21,2                               | 3,5                                 | 17,7                     | 2,23               |
| 2014 | 453                       | 9.858      | 1.586      | 8.272         | 21,5                               | 3,5                                 | 18,0                     | 2,28               |
| 2015 | 463                       | 8.647      | 1.557      | 7.090         | 18,5                               | 3,3                                 | 15,2                     | 1,97               |
| 2016 | 472                       | 7.750      | 1.555      | 6.195         | 16,3                               | 3,3                                 | 13,0                     | 1,75               |
| 2017 | 480                       | 7.890      | 1.554      | 6.336         | 16,3                               | 3,2                                 | 13,1                     | 1,77               |
| 2018 | 488                       | 8.048      | 1.548      | 6.500         | 16,3                               | 3,1                                 | 13,2                     | 1,79               |
| 2019 | 497                       | 8.252      | 1.529      | 6.723         | 16,4                               | 3,0                                 | 13,4                     | 1,83               |
| 2020 | 507                       | 8.463      | 1.891      | 6.572         | 16,6                               | 3,7                                 | 12,9                     | 1,85               |
| 2021 | 513                       | 8.480      | 2.194      | 6.286         | 16,3                               | 4,2                                 | 12,1                     | 1,87               |
| 2022 |                           | 7.912      | 1.727      | 6.185         | 15,0                               | 3,3                                 | 11,7                     | 1,83               |

Nota: Taxa total de fecunditat 2009, 2010, 2011 font:

### Esperança de vida
Ingúixia té una esperança de vida notablement més alta que en qualsevol altra regió federal de la Federació Russa. D'aquesta manera, Ingúixia és una "zona blava" russa. Durant la prepandèmia del 2019, l'esperança de vida a Ingúixia era la mateixa que a Suïssa, segons estimacions de l'OMS, — 83,4 anys.
|          | 2019      | 2021      |
| -------- | --------- | --------- |
| Mitjana: | 83,4 anys | 80,5 anys |
| Home:    | 80,0 anys | 77,3 anys |
| Dona:    | 86,3 anys | 83,3 anys |

### Grups ètnics

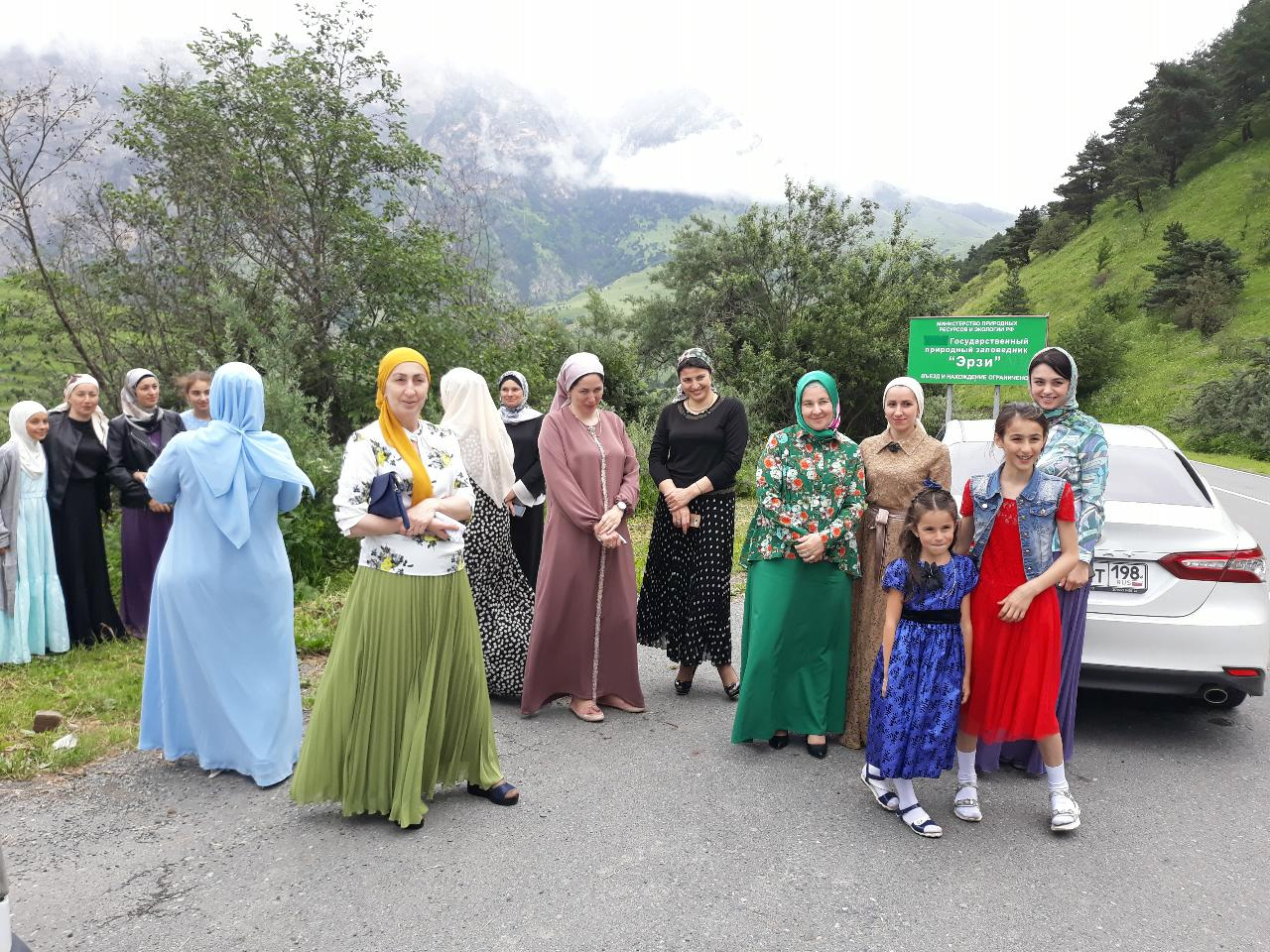
Ingúixos

Segons el cens rus de 2021, els ingúixos ètnics representen el 96,4% de la població de la república. Els ingúix, un grup de nacionalitat indígena del Caucas, habiten majoritàriament a Ingúixia. Es refereixen a si mateixos com Ghalghaj (de l'ingúix: Ghala ('fortalesa' o 'ciutat') i ghaj ('habitants' o 'ciutadans'). Els ingúix parlen la llengua ingúix, que té un alt grau d'intel·ligibilitat mútua amb el veï txetxè.
Altres grups inclouen els Txetxens (2,5%), els Russos (0,7%) i una sèrie de grups més petits, cadascun representant menys del 0,5% de la població total.
| Grup ètnic | Cens de 1926 | Cens de 1926 | Cens de 1939 | Cens de 1939 | Cens de 1959 | Cens de 1959 | Cens de 1970 | Cens de 1970 | Cens de 1979 | Cens de 1979 | Cens de 1989 | Cens de 1989 | Cens de 2002 | Cens de 2002 | Cens de 2010 | Cens de 2010 | Cens de 2021 1 | Cens de 2021 1 |
| Grup ètnic | Número       | %            | Número       | %            | Número       | %            | Número       | %            | Número       | %            | Número       | %            | Número       | %            | Número       | %            | Número         | %              |
| --- | ------------ | ------------ | ------------ | ------------ | ------------ | ------------ | ------------ | ------------ | ------------ | ------------ | ------------ | ------------ | ------------ | ------------ | ------------ | ------------ | -------------- | -------------- |
| Ingúixos | 47.280       | 61,6%        | 79.462       | 58,0%        | 44.634       | 40,6%        | 99.060       | 66,0%        | 113.889      | 74,2%        | 138.626      | 74,5%        | 361.057      | 77,3%        | 385.537      | 94,1%        | 473.440        | 96,4%          |
| Txetxens | 2.553        | 3,3%         | 7.746        | 5,7%         | 5.643        | 5,1%         | 8.724        | 5,8%         | 9.182        | 6,0%         | 19.195       | 10,3%        | 95.403       | 20,4%        | 18.765       | 4,6%         | 12.240         | 2,5%           |
| Russos | 24.185       | 31,5%        | 43.389       | 31,7%        | 51.549       | 46,9%        | 37.258       | 24,8%        | 26.965       | 17,6%        | 24.641       | 13,2%        | 5.559        | 1,2%         | 3.321        | 0,8%         | 3.294          | 0,7%           |
| Ucraïnesos | 1.501        | 2,0%         | 1.921        | 1,4%         | 1.763        | 1,6%         | 1.068        | 0,7%         | 687          | 0,4%         | 753          | 0,4%         | 189          | 0,0%         | 91           | 0,0%         | 34             | 0,0%           |
| Altres | 1.215        | 1,6%         | 4.549        | 3,3%         | 6.438        | 5,9%         | 3.978        | 2,7%         | 2.852        | 1,9%         | 2.781        | 1,5%         | 5.086        | 1,1%         | 1.918        | 0,5%         | 2.129          | 0,4%           |
| 1 18.404 persones estaven registrades a partir de bases de dades administratives i no podien declarar una ètnia. S'estima que la proporció d'ètnies d'aquest grup és la mateixa que la del grup declarat. |              |              |              |              |              |              |              |              |              |              |              |              |              |              |              |              |                |                |

### Religió

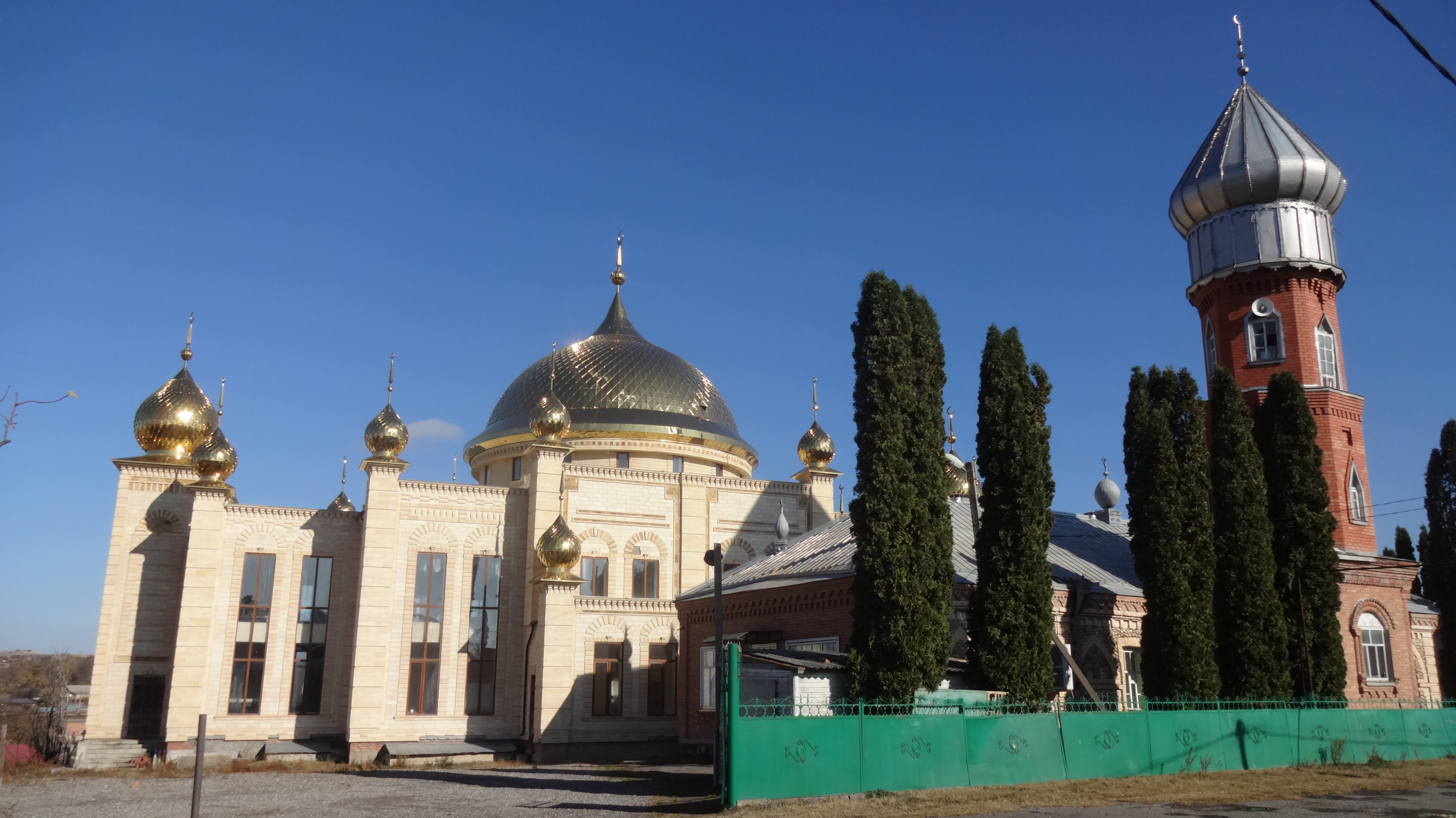
Mesquita de Nazran

Ingúixia és una de les regions més religioses de Rússia. Els ingúix són predominantment Xafi'i Màdhhab de l'Islam sunnita amb una forta influència del sufisme, que sovint s'associa amb un dels dos ordres sufís tradicionals: la tariqa sufí Naqshbandi, representada a Ingúxècia per la germandat de Deni Arsanov, i la tariqa Qadiriyyah, associat amb Kunta-Haji Kishiev.

### Educació
La Universitat Estatal d'Ingúixia, és el primer centre d'educació superior de la història d'Ingúixia, va ser fundada el 1994 a Ordzhonikidzevskaia.

## Geografia

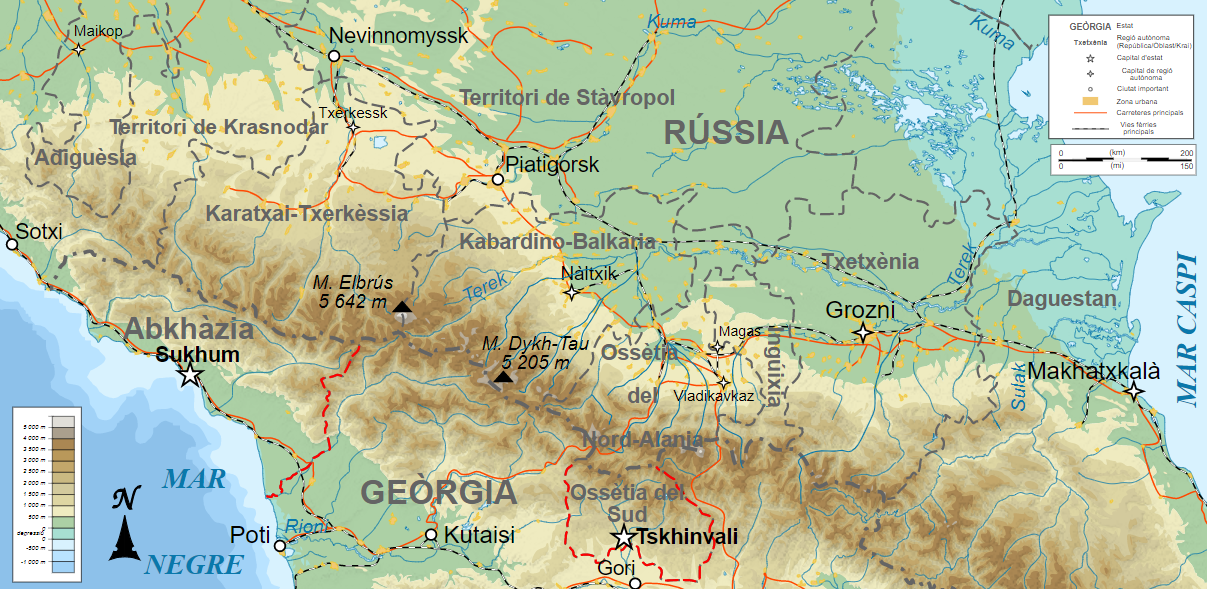
Mapa topogràfic del Caucas. Ingúixia es troba al centre dret del mapa.

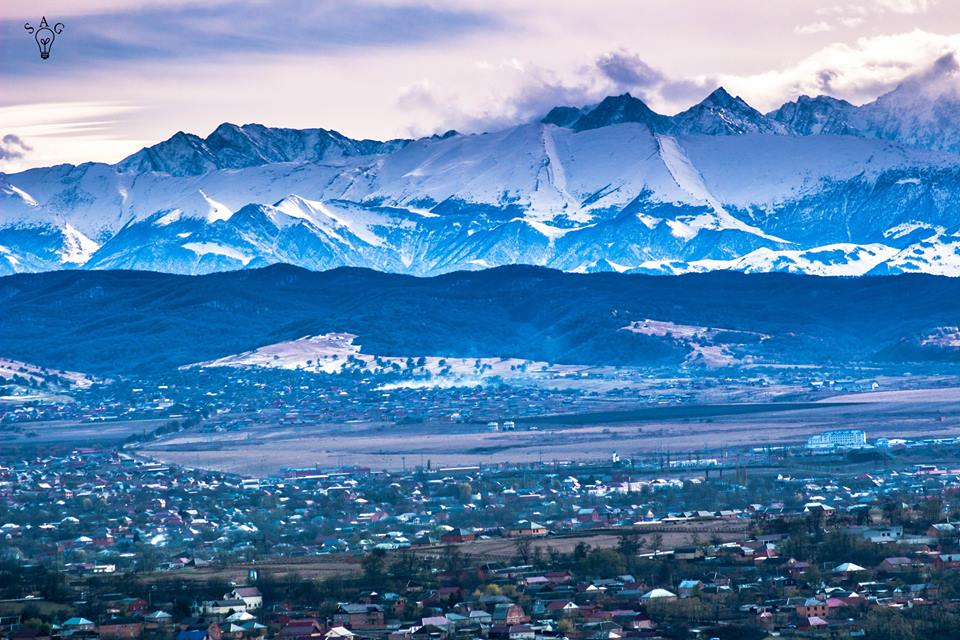
Muntanyes a la regió de Nazran

Inguxetia és al vessant nord del Caucas. Diverses fonts estimen que té una àrea és entre 2.000 i 3.600 kilòmetres quadrats. La diferència en els informes es deu principalment a la inclusió o exclusió de parts dels districtes de Sunzenski. La república limita amb Ossètia del Nord-Alània (SO/W/NO/N), Txetxènia (NE/E/SE) i l'estat de Geòrgia (Mtskheta-Mtianeti) (al sud). El punt més alt és el Gora Shan amb 4451m d'altura.

### Rius

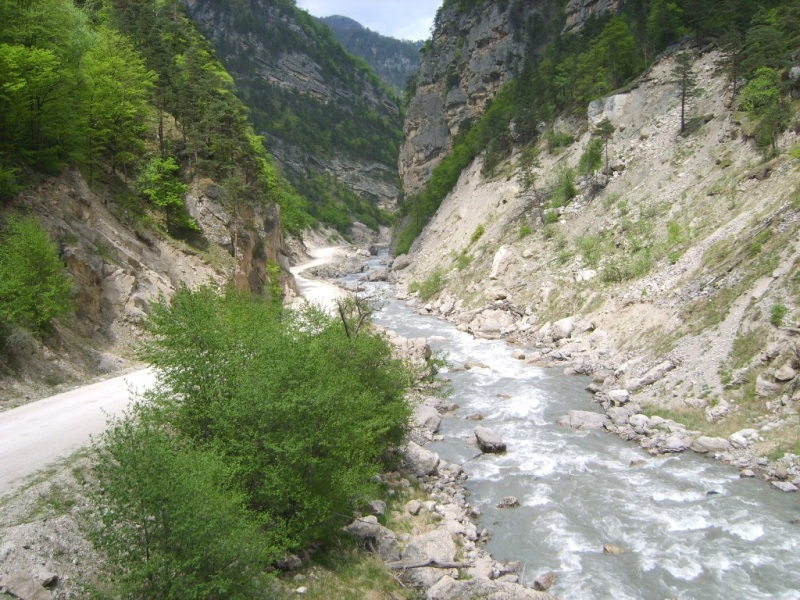
Vall d'Assin

Els principals rius inclouen:
- Riu Terek
- Riu Assa
- Riu Sunzha

### Recursos naturals
Ingúixia és rica en marbre, fusta, dolomita, guix, pedra calcària, grava, granit, argila, aigua mèdica termal, metalls rars, aigua mineral, petroli (més de 60 mil milions de tones) i reserves de gas natural.

### Clima
El clima d'Ingúixia és majoritàriament continental.
- Temperatura mitjana del gener: −10 °C (14 °F)
- Temperatura mitjana del juliol: 21 °C (70 °F)
- Precipitació mitjana anual: 450–650 mm (18–26 in)
- Temperatura mitjana anual: +10 °C (50 °F)

## Economia
Hi ha alguns recursos naturals a Ingúixia: Aigua mineral a Achaluki, petroli i gas natural a Malgobek, boscos a Dzheirakh, metalls a Galashki. El govern local es planteja el desenvolupament del turisme; no obstant, és problemàtic per la situació d'inquietud de la mateixa república i per la proximitat d'algunes zones de conflicte. Ingúixia continua sent una de les repúbliques més pobres de Rússia, en gran part a causa del conflicte en curs, la corrupció i els desordres civils. Es calcula que l'atur se situa al voltant del 53% i la pobresa creixent és un problema important.